# Исидор Пелусиот
Свети Исидор Пелусиот (449. н. е.), рођен је у Египту у угледној александријској породици. У току живота је постао аскета, преселивши се на планину у близини града Пелусијум, а према хришћанској традицији је боравио у пустињи очева. Живео је у време александријских патријарха: Теофила и Кирила.

## Житије
Био је учен човек, који се одрекао богатства и угледа и посветио духовном животу, са циљем да пропагира и тумачи православну веру. Свети људи тог доба су са великом приљежношћу читали Свето писмо, удубљујући се у сваку реч. То је ишло дотле, да су неки подвижници ишли на далека путовања, да би дошли до неког духовног мудраца, како би им протумачио једну реч или једну изреку из Светог писма. Тамо где је било могуће, то се постизало помоћу писама. Отуда су и остале читаве збирке писама светитеља, међу којима и Исидора. Према тврђењу историчара Никифора, Свети Исидор је написао преко десет хиљада писама разним лицима, која су имала саветодавни или едукативни карактер, али су то такође била и писма утехе или прекора. Јер, прво и основно правило за Исидора је било: „Прво творити, па онда учити, по примеру Господа Исуса“. У време прогона Светог Јована Златоуста, када су настала два табора, Свети Исидор је био уз Јована. У писму упућеном патријарху Теофилу, Исидор га моли да промени свој став према Јовану, јер је по његовом мишљењу он један од стубова православља. Христу је посветио и свој живот и свој рад и преминуо око 436. године.
Српска православна црква слави га 4. фебруара по црквеном, а 17. фебруара по грегоријанском календару.

## Писма
Познат је по својим писмима, која је писао Ћирилу Александријском, Теодосију II, и другима, познатима и непознатима светској историји. Збирка од 2.000 писама је настала у стара времена у „бесаном“ манастиру на Константинопољу и ти рукописи су сачувани и данас. Каснија писма су писана на сиријском и нису објављена.
Писма се могу наћи у Patrologia Graeca, (вол. 78), односно збирци грчких записа хришћанских писаца и теолога која садржи оригинални грчки текст и латински превод. Међутим ово издање је врло конфузно, а писма су подељена у „књиге“ које нису познате у рукописима. Нека од тих писама су врло занимљива за критичко тумачење (објашњење) Библије у Грчкој.
Pierre Eveiux је издао другу половну збирке, где је највеће неслагање, 1997. и 2000. године, у серији Sources Chrétiennes. Друга писма никада нису доживела било које или критичко издање или превод на било који модерни језик.

Неки цитати из писама:
„Важније је поучавати се добродетељном животу неголи красноречивом проповедању.“ 

„Ако ко жели да му се врлине покажу великим, нека их сматра малим, и оне ће се заиста показати великим.“